# Jeannette Boudreault-Lagassé
Pour les articles homonymes, voir Boudreault et Lagassé.
Jeannette Boudreault-Lagassé (30 mars 1941 à Dosquet - 22 février 2006 à Montréal) est une écrivaine québécoise.